# Wallingford (Vermont)
Wallingford ist eine Town im Rutland County des Bundesstaates Vermont in den Vereinigten Staaten mit 2129 Einwohnern (laut Volkszählung von 2020).

## Geografie

### Geografische Lage
Wallingford liegt im südöstlichen Teil des Rutland Countys, in den Green Mountains. Der südöstliche Teil der Town wird vom Green Mountain National Forest bedeckt. Der Otter Creek durchfließt den westlichen Teil in nördlicher Richtung. Es gibt mehrere Seen auf dem Gebiet der Town, so im Nordwesten der Elfin Lake und im Südosten der Wallingford Pond im Green Mountain National Forest. Die höchste Erhebung ist der 811 m hohe White Rocks im Süden der Town. Im Westen der Town gibt es Marmorbrüche, die Berge im Süden, auch der White Rock bestehen hingegen aus Granit. Am Fuße des White Rocks liegen einige Höhlen, in denen auch im Sommer Eis zu finden ist.

### Nachbargemeinden
Alle Entfernungen sind als Luftlinien zwischen den offiziellen Koordinaten der Orte aus der Volkszählung 2010 angegeben.
- Nordosten: Shrewsbury, 10,5 km
- Osten: Mount Holly, 15,8 km
- Süden: Mount Tabor, 4,1 km
- Südwesten: Danby, 12,1 km
- Westen: Tinmouth, 13,7 km
- Nordwesten: Clarendon, 5,5 km

### Stadtgliederung
In Wallingford gibt es zwei Villages, South Wallingford und East Wallingford. Beide liegen am U.S. Highway 7. Die Hauptsiedlung ist East Wallingford, bzw. sie wird umgangssprachlich nur Wallingford genannt.

### Klima
Die mittlere Durchschnittstemperatur in Wallingford liegt zwischen −7,2 °C (19 °Fahrenheit) im Januar und 20,6 °C (69 °Fahrenheit) im Juli. Damit ist der Ort gegenüber dem langjährigen Mittel der USA um etwa 9 Grad kühler. Die Schneefälle zwischen Mitte Oktober und Mitte Mai liegen mit mehr als zwei Metern etwa doppelt so hoch wie die mittlere Schneehöhe in den USA. Die tägliche Sonnenscheindauer liegt am unteren Rand des Wertespektrums der USA, zwischen September und Mitte Dezember sogar deutlich darunter.

## Geschichte

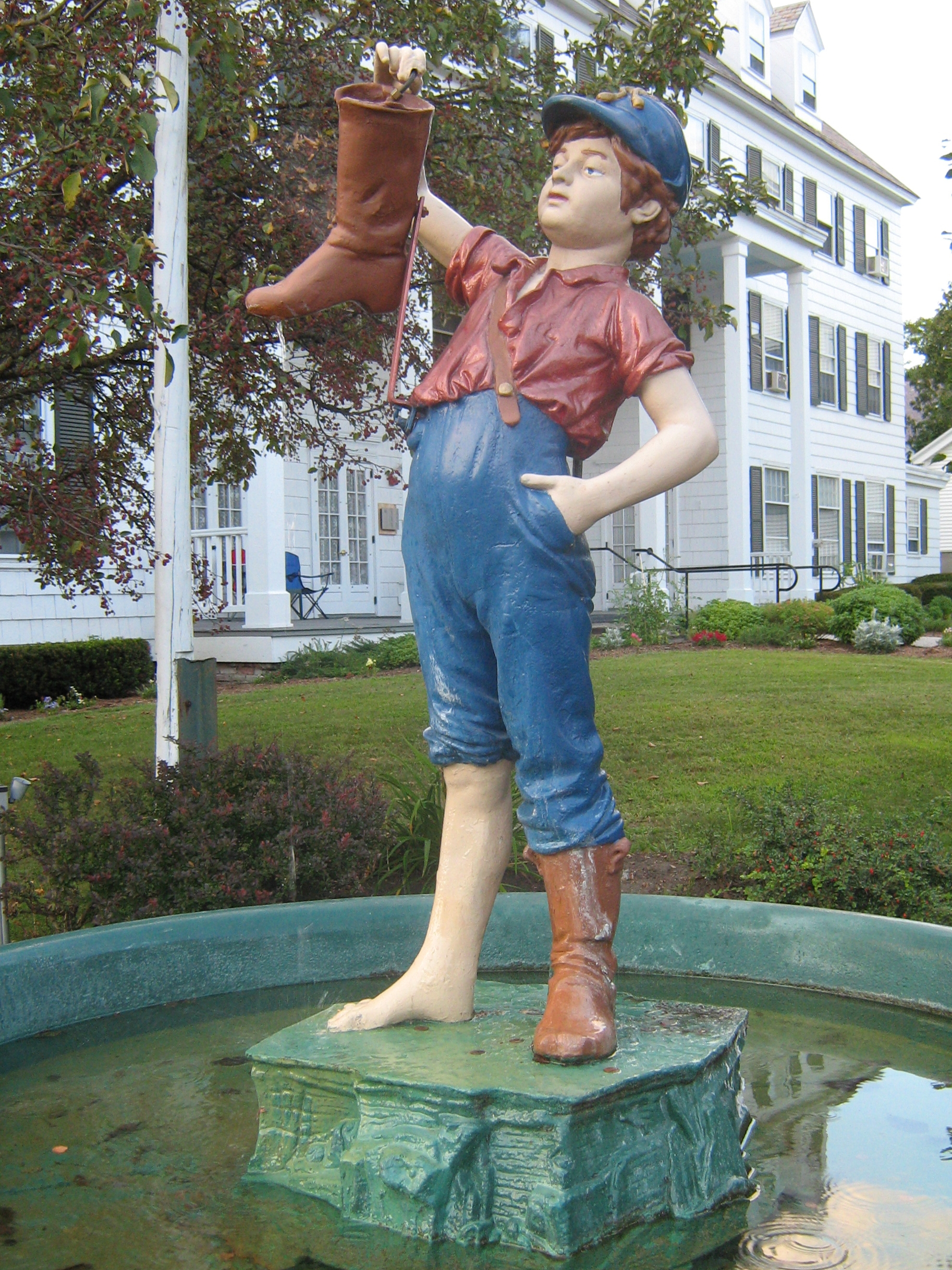
The Boy With The Boot

Wallingford wurde am 21. November 1761 als Grant durch Benning Wentworth gegründet. Der Name geht auf Wallingford in Connecticut zurück, woher die ersten Siedler stammten. In Wallingford, Connecticut fand im Jahr 1772 die Gründungsversammlung statt. Die Besiedlung startete 1773 und zu den ersten Siedlern gehörte Abraham Jackson mit seiner Familie. Jackson wurde auch in der ersten Stadtversammlung im Jahr 1778 zum Town Clerk gewählt.
Bereits vor der Vergabe des Grants siedelten erste Einwohner in diesem Gebiet. Der Squatter George Scott ließ sich in Wallingford mit seiner Familie nieder, auch Ephraim Seeley gehörte zu diesen frühen Siedlern.
Zum Wahrzeichen von Wallingford wurde das Denkmal The Boy With The Boot. Es war ein Geschenk an die Town Wallingford im Jahr 1898. Die Kinder von Arnold Hill, der von 1861 bis 1871 das Wallingford Inn betrieb schenkten es der Town in Erinnerung an ihren Vater. Um 1910 wurde es abgebaut und erst 1920 wiedergefunden, restauriert und erneut vor dem Gasthof aufgestellt.

### Religionen
Die erste Glaubensrichtung, die sich in Wallingford gründete, war die Baptistische Kirche. 1802 wurde eine kongregationale Gemeinde gegründet. Später auch Gemeinden der Episkopalen und der Methodisten.

### Einwohnerentwicklung
| Jahr      | 1700  | 1710  | 1720  | 1730  | 1740  | 1750  | 1760  | 1770  | 1780  | 1790  |
| --------- | ----- | ----- | ----- | ----- | ----- | ----- | ----- | ----- | ----- | ----- |
| Einwohner |       |       |       |       |       |       |       |       |       | 536   |
| Jahr      | 1800  | 1810  | 1820  | 1830  | 1840  | 1850  | 1860  | 1870  | 1880  | 1890  |
| Einwohner | 912   | 1.386 | 1.570 | 1.740 | 1.608 | 1.688 | 1.747 | 2.023 | 1.846 | 1.733 |
| Jahr      | 1900  | 1910  | 1920  | 1930  | 1940  | 1950  | 1960  | 1970  | 1980  | 1990  |
| Einwohner | 1.575 | 1.719 | 1.581 | 1.564 | 1.450 | 1.482 | 1.439 | 1.676 | 1.893 | 2.184 |
| Jahr      | 2000  | 2010  | 2020  | 2030  | 2040  | 2050  | 2060  | 2070  | 2080  | 2090  |
| Einwohner | 2.274 | 2.079 | 2.129 |       |       |       |       |       |       |       |

## Kultur und Sehenswürdigkeiten

### Parks
Der Green Mountain National Forest wurde 1932 gegründet. Er erstreckt sich über mehrere Countys Vermonts. Vom Gebiet der Town Wallingford bedeckt er im Südosten etwa die Hälfte der Fläche der Town. Er wird betreut vom USDA Forest Service.

## Wirtschaft und Infrastruktur

### Verkehr
Der U.S. Highway 7 verläuft in nord-Südlicher Richtung durch den Westen der Town von Clarendon nach Mount Tabor. Er folgt dem Verlauf des Otter Creeks. An ihm liegen die Villages Süd Wallingford und Wallingford. Die Vermont Route 140 verläuft im Norden in ost-westlicher Richtung von Mount Holly nach Tinmouth. Die Bahnstrecke Bellows Falls–Burlington führt durch East Wallingford und die Bahnstrecke Rutland–Hoosick Junction durch Wallingford und South Wallingford.

### Öffentliche Einrichtungen
In Wallingford gibt es kein eigenes Krankenhaus. Das nächstgelegene Krankenhaus ist das Rutland Regional Medical Center in Rutland.

### Bildung

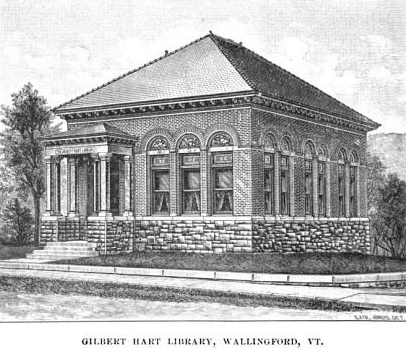
Gilbert Hart Library, 1895

Wallingford gehört zum Mill River Union Unified School District. Dieser umfasst die Towns Clarendon, Shrewsbury, Tinmouth und Wallingford. In Wallingford befindet sich die Wallingford Elementary School.
In Wallingford befindet sich die Gilbert Hart Library an der South Main Street. Sie wurde 1894 der Town von Gilbert Hart in Erinnerung an seinen Großvater Amasa Hart, einem der frühen Siedler von Vermont, geschenkt. Betrieben wird sie von der 1894 gegründeten Gilbert Hart Library Association.